# Geneviève Morel
Geneviève Morel all'anagrafe Geneviève Josèphe Morel (Les Andelys, 19 marzo 1916 – Clichy, 30 agosto 1989) è stata un'attrice francese.

## Filmografia

### Cinema
- Piccola ladra (Battement de coeur), regia di Henri Decoin (1940)
- Da Mayerling a Sarajevo (De Mayerling à Sarajevo), regia di Max Ophüls (1940)
- Madame Sans-Gêne, regia di Roger Richebé (1941)
- Ne bougez plus, regia di Pierre Caron (1941)
- Chèque au porteur, regia di Jean Boyer (1941)
- La donna che ho più amato (La femme que j'ai le plus aimée), regia di Robert Vernay (1942)
- Mademoiselle Swing, regia di Richard Pottier (1942)
- Signé illisible, regia di Christian Chamborant (1942)
- Défense d'aimer, regia di Richard Pottier (1942)
- Segreti (Secrets), regia di Pierre Blanchar (1943)
- Madame et le mort, regia di Louis Daquin (1943)
- La conversa di Belfort (Les anges du péché), regia di Robert Bresson (1943)
- Adieu Léonard, regia di Pierre Prévert (1943)
- La porta murata (Un seul amour), regia di Pierre Blanchar (1943)
- Il vero amore (Lucrèce), regia di Léo Joannon (1943)
- Cécile est morte, regia di Maurice Tourneur (1944)
- La via del penitenziario (La route du bagne), regia di Léon Mathot (1945)
- Spade al vento (Le capitan), regia di Robert Vernay (1946)
- Madame et son flirt, regia di Jean de Marguenat (1946)
- Les Malheurs de Sophie, regia di Jacqueline Audry (1946)
- Messieurs Ludovic, regia di Jean-Paul Le Chanois (1946)
- Tombé du ciel, regia di Emil E. Reinert (1946)
- Rapsodia d'amore (Rêves d'amour), regia di Christian Stengel (1947)
- Nuit sans fin, regia di Jacques Séverac (1947)
- Tragico incontro (La maison sous la mer), regia di Henri Calef (1947)
- Monsieur Vincent, regia di Maurice Cloche (1947)
- Les amants du pont Saint-Jean, regia di Henri Decoin (1947)
- Les petites annonces matrimoniales, regia di Claude Barma - cortometraggio (1947)
- La signora delle undici (La dame d'onze heures), regia di Jean-Devaivre (1948)
- La sconfitta di Don Giovanni (Une jeune fille savait), regia di Maurice Lehmann (1948)
- Clochemerle, regia di Pierre Chenal (1948)
- Il grande vessillo (D'homme à hommes), regia di Christian-Jaque (1948)
- Gli anni più belli (Les amoureux sont seuls au monde), regia di Henri Decoin (1948)
- Deux amours, regia di Richard Pottier (1949)
- Jean de la Lune, regia di Marcel Achard (1949)
- Fantomas contro Fantomas (Fantômas contre Fantômas), regia di Robert Vernay (1949)
- Manon, regia di Henri-Georges Clouzot (1949)
- Pattes blanches, regia di Jean Grémillon (1949)
- Per l'amore di mia figlia (Le mystère Barton), regia di Charles Spaak (1949)
- Ronde de nuit, regia di François Campaux (1949)
- La sete degli uomini (La soif des hommes), regia di Serge de Poligny (1950)
- Un marito per mia madre (Miquette et sa mère), regia di Henri-Georges Clouzot (1950)
- L'invité du mardi, regia di Jacques Deval (1950)
- Rendez-vous avec la chance, regia di Emil E. Reinert (1950)
- Giustizia è fatta (Justice est faite), regia di André Cayatte (1950)
- Le roi des camelots, regia di André Berthomieu (1951)
- ...e mi lasciò senza indirizzo (...Sans laisser d'adresse), regia di Jean-Paul Le Chanois (1951)
- La rose rouge, regia di Marcello Pagliero (1951)
- Caroline chérie, regia di Richard Pottier (1951)
- Knock ovvero il trionfo della medicina (Knock), regia di Guy Lefranc (1951)
- Maternità proibita (L'étrange Madame X), regia di Jean Grémillon (1951)
- Deux sous de violettes, regia di Jean Anouilh (1951)
- Paris chante toujours!, regia di Pierre Montazel (1951)
- Vacanze a Montecarlo (Nous irons à Monte Carlo), regia di Jean Boyer (1951)
- Un amour de parapluie, regia di Jean Laviron - cortometraggio (1951)
- Agence matrimoniale, regia di Jean-Paul Le Chanois (1952)
- La sconfitta dello scapolo (Elle et moi), regia di Guy Lefranc (1952)
- Le rideau rouge, regia di André Barsacq (1952)
- Henriette (La fête à Henriette), regia di Julien Duvivier (1952)
- Lettre ouverte, regia di Alex Joffé (1953)
- Belle mentalité, regia di André Berthomieu (1953)
- Minuit... Quai de Bercy, regia di Christian Stengel (1953)
- Fate largo ai moschettieri! (Les 3 Mousquetaires), regia di André Hunebelle (1953)
- L'ultima notte (Leur dernière nuit), regia di Georges Lacombe (1953)
- Vacanze a Montecarlo (Monte Carlo Baby), regia di Jean Boyer e Lester Fuller (1953)
- L'eroe della Vandea (Les révoltés de Lomanach), regia di Richard Pottier (1954)
- Gli uomini non pensano che a quello (Les hommes ne pensent qu'à ça), regia di Yves Robert (1954)
- 0/1327 dipartimento criminale (Chantage), regia di Guy Lefranc (1955)
- Il coure in gola (Impasse des vertus), regia di Pierre Méré (1955)
- Les Duraton, regia di André Berthomieu (1955)
- Margherita della notte (Marguerite de la nuit), regia di Claude Autant-Lara (1955)
- La bande à papa, regia di Guy Lefranc (1956)
- I terroristi della metropoli (Les suspects), regia di Jean Dréville (1957)
- Il sapore di Parigi (Maxime), regia di Henri Verneuil (1958)
- La bionda graffia (Dans la gueule du loup), regia di Jean-Charles Dudrumet (1961)
- Par-dessus le mur, regia di Jean-Paul Le Chanois (1961)

### Televisione
- L'Agence Nostradamus – serie TV, 9 episodi (1950)
- À la belle étoile, regia di Pierre Prévert - film TV (1966)